# جام خیریه انگلستان ۲۰۱۰
 جام خیریه انگلستان ۲۰۱۰ ، ۸۸امین رقابت سالانه مابین قهرمانان لیگ برتر انگلستان و جام حذفی فوتبال انگلستان است. این مسابقه در تاریخ ۸ اوت ۲۰۱۰ مابین تیم‌های منچستر یونایتد و چلسی در ورزشگاه ومبلی لندن برگزار شده‌است. تیم منچستر یونایتد در این مسابقه با نتیجه ۳ بر ۱ به پیروزی دست یافت.

## جزئیات مسابقه
| چلسی     | ۱ – ۳ | منچستر یونایتد                                    |
| -------- | ----- | ------------------------------------------------- |
| کالو ۳۸' | گزارش | والنسیا ۴۱' · هرناندز ۷۶' · دیمیتار برباتوف ۹۰+۲' |